# Sota Kawasaki
Pour les articles homonymes, voir Kawasaki.
Sota Kawasaki (川﨑 颯太, Kawasaki Sota), né le 30 juillet 2001 à Kōfu au Japon, est un footballeur japonais. Il joue au poste de milieu défensif au FSV Mayence, en prêt de Kyoto Sanga.

## Biographie

### En club
Né à Kōfu au Japon, Sota Kawasaki est formé par le Kyoto Sanga, où il commence sa carrière professionnelle. Il joue son premier match en professionnel le 19 août 2020, à l'occasion d'une rencontre de championnat face à l'Albirex Niigata. Il est titularisé lors de ce match où les deux équipes se partagent les points (1-1 score final). Kawasaki s'impose comme un joueur régulier de l'équipe première au cours de l'année 2021. Il inscrit son premier but en professionnel également contre l'Albirex Niigata, le 23 mai 2021, en championnat. Unique buteur de son équipe, il permet aux siens de s'imposer.
Le 19 février 2022, Fukuoka joue son premier match en J. League 1, lors de la première journée de la saison 2022 contre les Urawa Red Diamonds. Il est titularisé et délivre une passe décisive pour Peter Utaka sur le seul but du match, qui permet à son équipe s'imposer par un but à zéro.
En janvier 2023, Kawasaki est nommé capitaine du Kyoto Sanga.

### En sélection
Sota Kawasaki représente l'équipe du Japon des moins de 21 ans. Il joue son premier match avec cette sélection le 26 septembre 2022, lors d'un match amical face à l'Italie. Il entre en jeu à la place de Satoshi Tanaka et les deux équipes se neutralisent (1-1 score final).